# Rinko Kikuchi

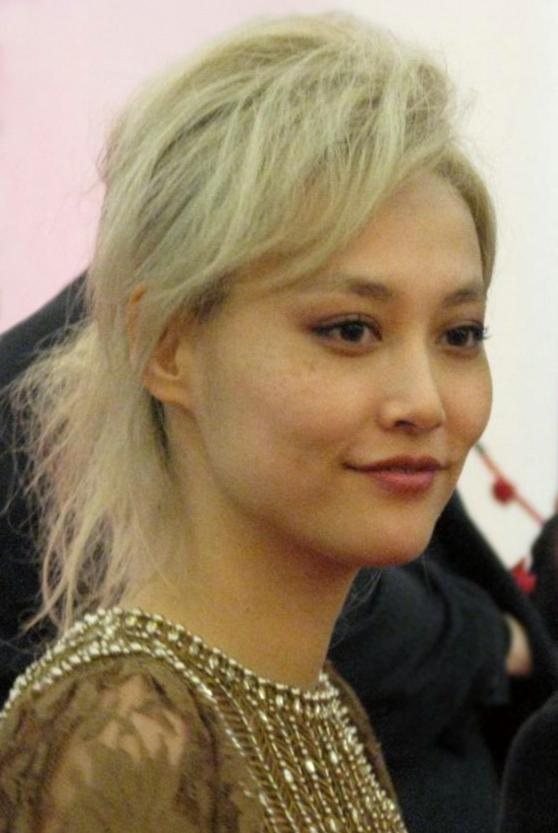
Rinko Kikuchi

Rinko Kikuchi (Japans: 菊地 凛子, Kikuchi Rinko), geboren als Yuriko Kikuchi (菊地 百合子, Kikuchi Yuriko) (Hadano, 6 januari 1981) is een Japanse actrice. Ze werd in 2007 genomineerd voor zowel een Academy Award, een Golden Globe als een Satellite Award voor haar rol in Babel. Voor datzelfde optreden kreeg ze onder meer een National Board of Review Award daadwerkelijk toegekend.
Kikuchi maakte in 1997 haar filmdebuut in de televisiefilm Gakkō no kaidan F. Twee jaar later debuteerde ze op het witte doek in Ikitai, internationaal uitgegeven als Will to Live. Kikuchi verscheen in 2006 voor het eerst in een niet-Japans gesproken film, toen ze Chieko Wataya speelde in Golden Globe-winnaar Babel. Zelf werd ze hiervoor genomineerd voor zowel een Academy Award, een Golden Globe als een Satellite Award. Daarmee was ze niet ineens verkocht aan 'het westen'. Dat moest tot 2008 wachten totdat Kikuchi opdook als Bang Bang in het Amerikaanse The Brothers Bloom.
Tot Kikuchi's extra vaardigheden als actrice behoren paard- en motorrijden en zwaardvechten.

## Filmografie
*Exclusief televisiefilms
- Nadie quiere la noche (2015)
- Pacific Rim (2013)
- Shanghai (2010)
- Map of the Sounds of Tokyo (2009)
- Kiru (2008, aka Rebellion: The Killing Isle)
- The Brothers Bloom (2008)
- Sukai kurora (2008, aka The Sky Crawlers - stem)
- Koi suru madori (2007, aka Tokyo Serendipity)
- Genius Party (2007, stem)
- Zukan ni nottenai mushi (2007, aka The Insects Unlisted in the Encyclopedia)
- Umi de no hanashi (2006)
- Warau Mikaeru (2006, aka Arch Angels)
- Babel (2006)
- Naisu no mori: The First Contact (2005, aka Funky Forest: The First Contact)
- Taga tameni (2005, aka Portrait of the Wind)
- Survive Style 5+ (2004)
- 69 (2004)
- Cha no aji (2004, aka The Taste of Tea)
- Riyû (2004, aka The Reason)
- Tori (2004)
- Shiritsu tantei Hama Maiku: Namae no nai mori (2002, aka Mike Yokohama: A Forest with No Name)
- Drug (2001)
- Paradice (2001, aka Paradise)
- Sora no ana (2001, aka Hole in the Sky)
- Sanmon yakusha (2000, aka By Player)
- Ikitai (1999, aka Will to Live)

- Biblioteca Nacional de España: XX5023053
- Bibliothèque nationale de France: cb16551224p (data)
- Catàleg d'autoritats de noms i títols de Catalunya: 981058510690106706
- Gemeinsame Normdatei: 140684727
- International Standard Name Identifier: 0000 0001 1483 0230
- Library of Congress Control Number: no2007022558
- MusicBrainz: 05f1859d-a898-4491-aed1-77b27ef77bb2
- Nationale Bibliotheek van Tsjechië: xx0179702
- Nationale Bibliotheek van Israël: 987007453868405171
- Nederlandse Thesaurus van Auteursnamen: 334578698
- Système universitaire de documentation: 117571814
- Virtual International Authority File: 163179065
- WorldCat: E39PBJgXg9yDtGvwWWC3kGw3cP